# Bonnie Aarons
Bonnie Aarons (sinh ngày 3 tháng 6 năm 1979 tại Los Angeles) là một diễn viên và nhà văn người Mỹ. Cô được biết đến với rất nhiều vai diễn trong các bộ phim như Mulholland Drive (2001), Baroness Joy von Troken trong Nhật ký công chúa (2001) và phần tiếp theo, Nhật ký Công chúa: Đám cưới Hoàng gia (2004) và nhân vật đặc biệt đáng chú ý nổi tiếng nhất của khán giả từ trước đến nay là nữ tu quỷ được gọi là Valak trong Ám ảnh kinh hoàng 2 (2016) và bộ phim tiếp theo cũng nhân vật đó là Ác quỷ ma sơ (2018) và Ác quỷ ma sơ 2 (2023). Cô sẽ xuất hiện trong bộ phim Thần bí và bí mật của Adi Shankar năm 2018.

## Các bộ phim đã thủ vai
| Năm  | Bộ phim                               | Trong vai                          | Ghi chú  |
| ---- | ------------------------------------- | ---------------------------------- | -------- |
| 1994 | Thoát khỏi Eden                       | Cô gái điếm                        |          |
| 1995 | Lồng nhiệt 3000                       | Mac                                |          |
| 1996 | Lạy Chúa                              | Người đàn bà tiên tri              |          |
| 1998 | Sweet Jane                            | Nữ phục vụ                         |          |
| 1999 | Mulholland Dr.                        | Bum                                | TV movie |
| 2001 | Nhật ký công chúa (phim)              | Bum                                |          |
| 2001 | Nhật ký công chúa                     | Baroness Joy von Troken            |          |
| 2001 | Shallow Hal                           | Bạn Spastic #1                     |          |
| 2003 | Specter's Rock                        | Verna Frenz                        |          |
| 2004 | Nhật ký Công chúa: Đám cưới Hoàng gia | Baroness Joy von Troken            |          |
| 2006 | Wristcutters: Một câu chuyện tình yêu | Messiah Worshipper                 |          |
| 2007 | Tôi biết ai đã giết tôi               | Fat Teena                          |          |
| 2008 | Cuộc hành trình tới địa ngục          | Mud Devils Ref                     |          |
| 2008 | InAlienable                           | Người phụ nữ da xanh               |          |
| 2008 | Một, Hai, Nhiều                       | Lastima trong Phòng tắm            |          |
| 2009 | Drag Me to Hell                       | Mẹ và con gái tại lễ hội Decathlon |          |
| 2010 | Ẩn số tình yêu                        | Strange Lady                       |          |
| 2010 | Dahmer vs. Gacy                       | General Abogados                   |          |
| 2010 | Võ sĩ                                 | Crackeado Bonnie                   |          |
| 2012 | Tình yêu tìm lại                      | Mẹ của Rocky D'Angelo              |          |
| 2015 | Tình yêu tình cờ                      | Phóng viên #2                      |          |
| 2016 | Ám ảnh kinh hoàng                     | Valak/Nữ tu quỷ                    |          |
| 2017 | Annabelle: Tạo vật quỷ dữ             | Valak/Nữ tu quỷ                    |          |
| 2018 | Ác quỷ ma sơ                          | Valak/Nữ tu quỷ                    |          |
| 2018 | Thần bí và bí mật của Adi Shankar     |                                    |          |
| 2023 | Ác quỷ ma sơ 2                        | Valak/Nữ tu quỷ                    |          |